# شبکه دیزنی (کانادا)
شبکه دیزنی کانادا یک کانال تلویزیونی کابلی و ماهواره‌ای به زبان انگلیسی در کشور کانادا است که در سال ۲۰۱۵ میلادی توسط شرکت کوروس انترتینمنت تحت مجوز شرکت دیزنی راه اندازی شد.